# ألان داف (كاتب)
ألان داف (بالفرنسية: Alan Duff)‏ هو كاتب وكاتب سيناريو فرنسي، ولد في 26 أكتوبر 1950 في روتوروا في نيوزيلندا.

## وصلات خارجية
- ألان داف على موقع IMDb (الإنجليزية)
- ألان داف على موقع الموسوعة البريطانية (الإنجليزية)
- ألان داف على موقع قاعدة بيانات الفيلم (الإنجليزية)